# Universidade de Osnabrück
A Universidade de Osnabrück (em alemão:  Universität Osnabrück) é uma universidade pública em Osnabrück, na Baixa Saxônia.
Existe desde 1974 e surgiu na sua forma atual a partir de uma universidade pedagógica, a Universidade Adolf Reichwein, que desde 1953 tem a sua sede no Castelo de Osnabrück.

## História

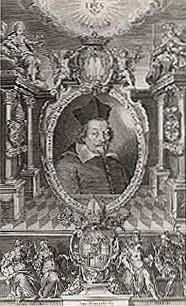
Cardeal Franz Wilhelm von Wartenberg – fundador da Universidade de Osnabrück 1629 e 1632

A Universidade de Osnabrück, fundada em 1974, refere-se à Universidade Jesuíta, também denominada "Academia Carolina Osnabrugensis", fundada em 1629 e 1632 pelo membro da Casa de Wittelsbach Francisco Guilherme de Wartenberg.